# Broersepark
Het C.P. Broersepark is een park in het westen van de Noord-Hollandse plaats Amstelveen in de wijk Elsrijk.
Het park is in 1926 ontworpen door tuinarchitect Dirk F. Tersteeg en in de jaren daarna aangelegd met de naam "Wandelpark", gelijktijdig met de wijk Elsrijk, en grenst in het westen aan de Amsterdamseweg, in het oosten aan de Thorbeckelaan, in het noorden aan de Molenweg en in het zuiden aan de Parklaan.
In het park is in 1933 een herdenkingsmonument ter ere van de in 1932 plotseling overleden oud-burgemeester Arie Colijn (van destijds gemeente Nieuwer-Amstel) opgericht.
In het park zijn naast het groen en de waterpartijen ook een aantal kinderbadjes aanwezig. Verder vinden er regelmatig allerlei activiteiten plaats en kan men er bijvoorbeeld jeu de boules spelen.
In 1967 werd het wandelpark door de gemeente vernoemd naar Chris P. Broerse, die vanaf 1926 voor het groen werkzaam was geweest, als C.P. Broersepark.
Bij de ingang aan de Amsterdamseweg staat sinds 1950 een oorlogsmonument van Theo Bennes, waar jaarlijks op 4 mei een herdenking plaatsvindt. Sinds 1994 staat bij de Molenweg het Indië-monument van Ella van de Ven.
In 2008 begonnen werkzaamheden voor de renovatie van het park in de stijl van het ontwerp uit 1926.
Een (tot dan nog naamloze) brug in het park is op 11 juli 2012 vernoemd naar Majoor Bosshardt.

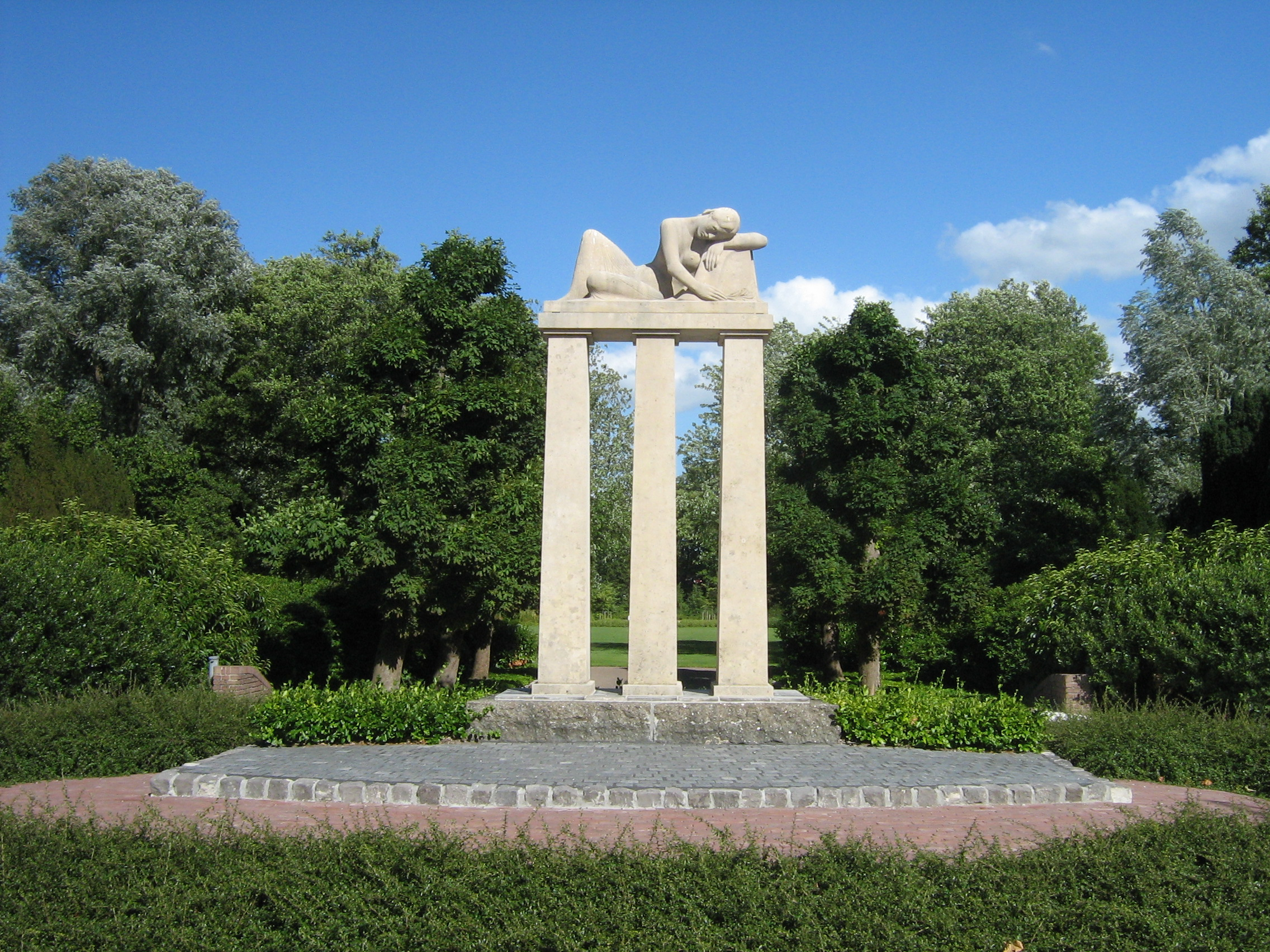
Monument bij de Amsterdamseweg
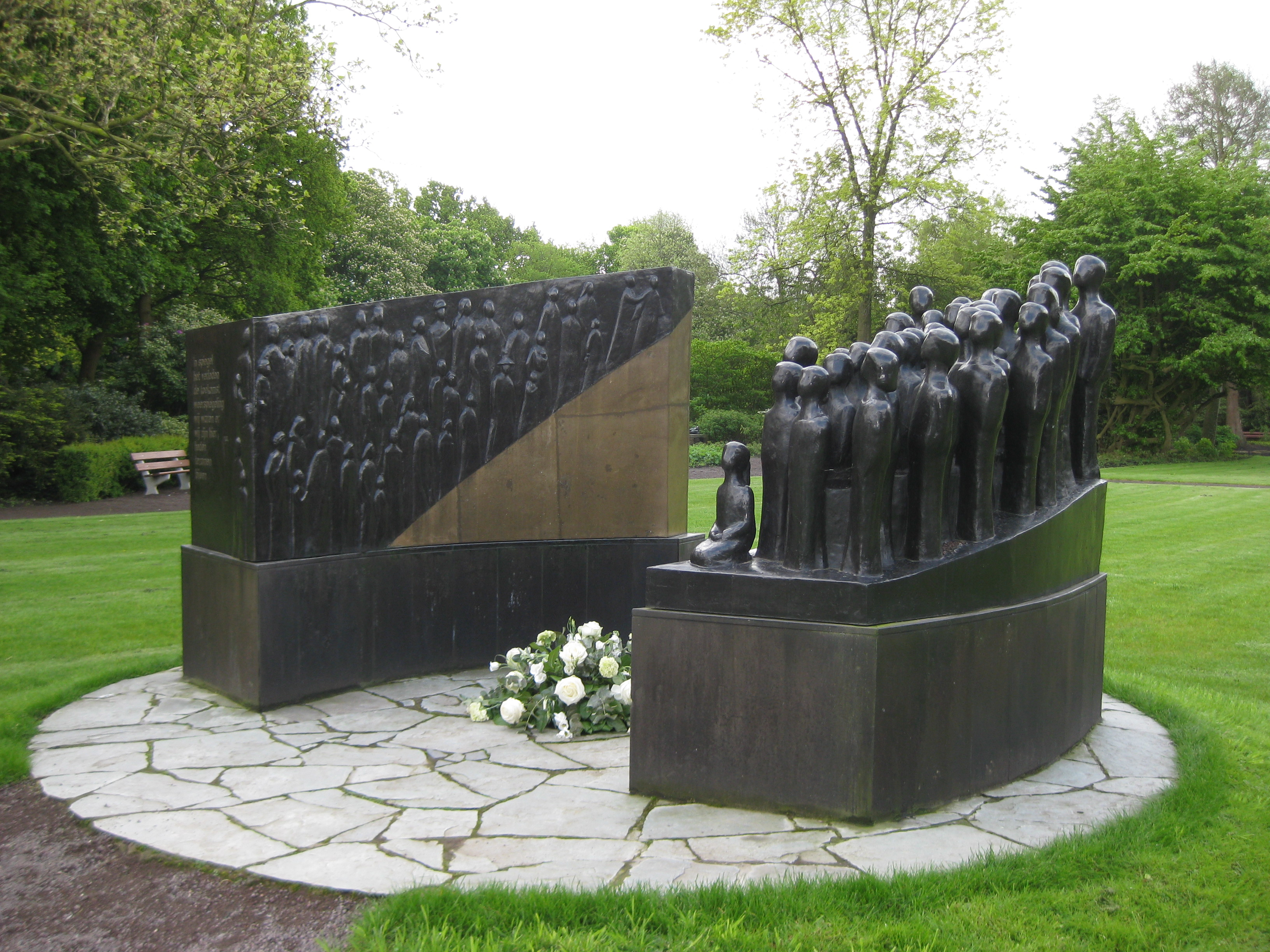
Indiëmonument bij de Molenweg
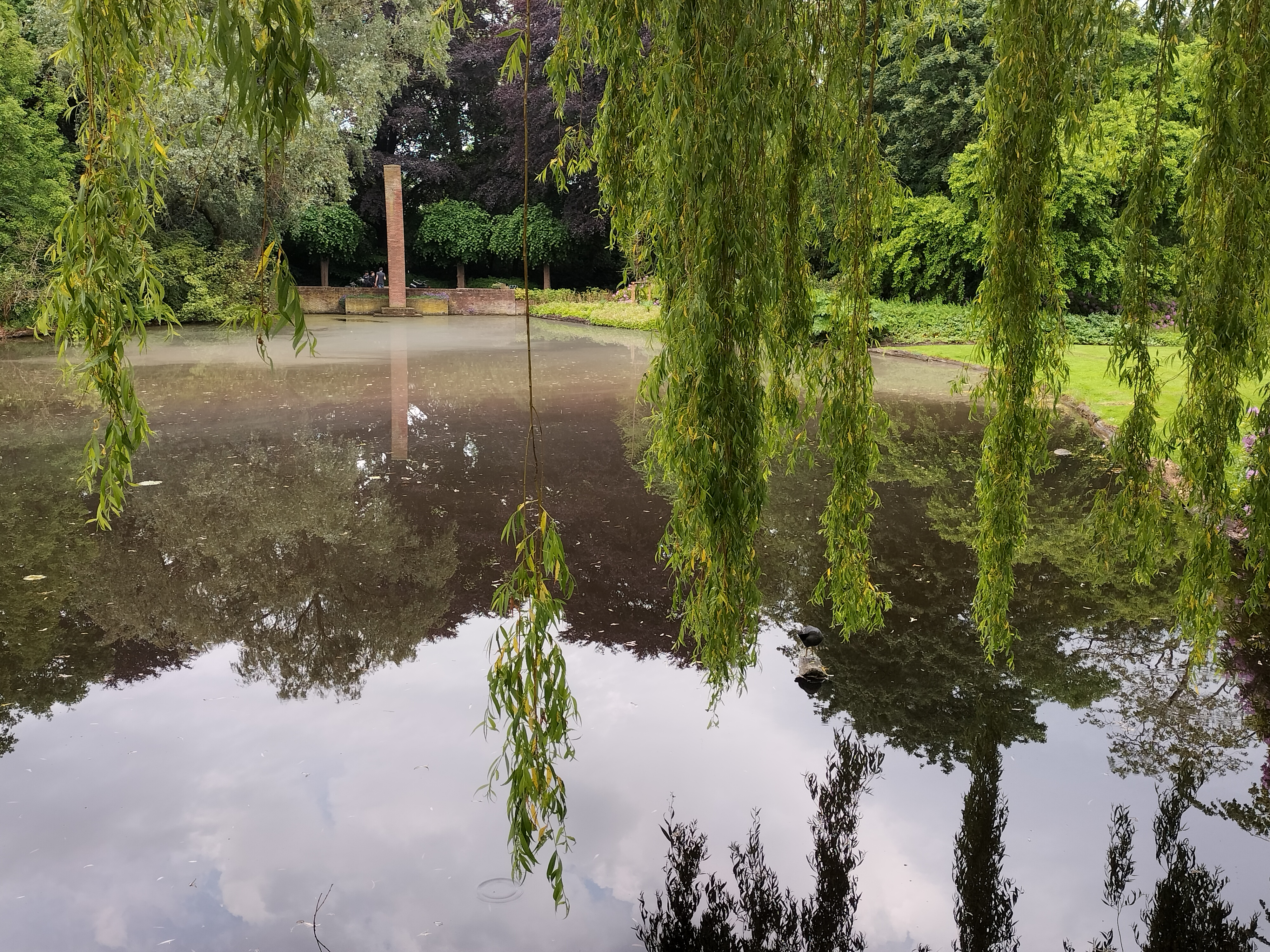
Zicht van de Majoor Bosshardtbrug op de Arie Colijnbank
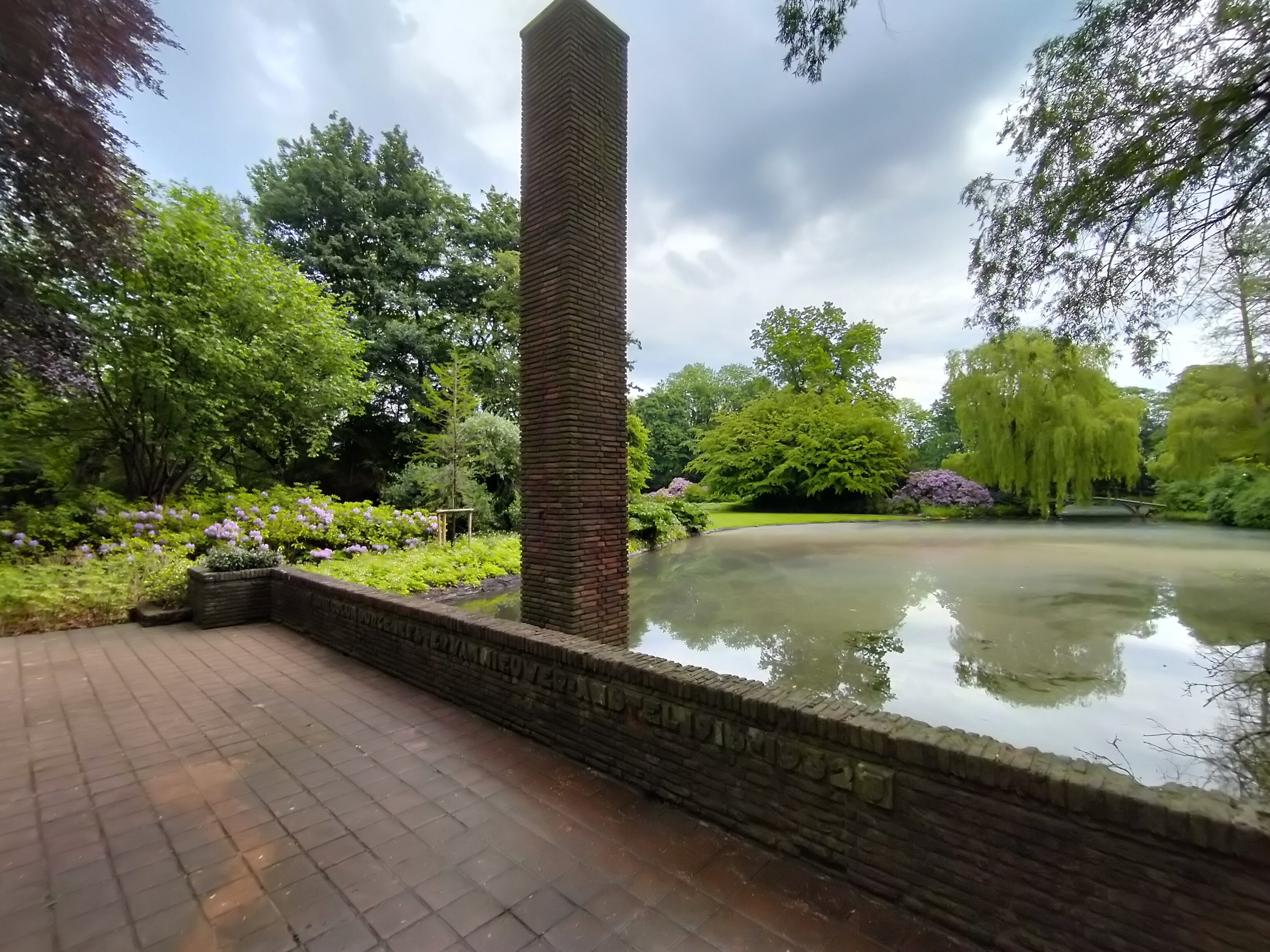
Arie Colijnbank